# Liste der Monuments historiques in Rochefort (Charente-Maritime)
Die Liste der Monuments historiques in Rochefort (Charente-Maritime) führt die Monuments historiques in der französischen Gemeinde Rochefort auf.

## Liste der Bauwerke
| Bezeichnung                   | Beschreibung                                         | Standort                                | Kennzeichnung | Schutzstatus   | Datum     | Bild           |
| ----------------------------- | ---------------------------------------------------- | --------------------------------------- | ------------- | -------------- | --------- | -------------- |
| Porte du Soleil               | Haupteingang zum Arsenal, erbaut von 1829 bis 1931   | Place de la Galissonnière (Lage)        | PA00104861    | Inscrit        | 1928      | weitere Bilder |
| Kaserne Latouche-Tréville     |                                                      | 31, rue du Docteur Jacques Pujos (Lage) | PA00104862    | Inscrit        | 1967      | weitere Bilder |
| Ehemalige Seilerei            |                                                      | Rue Jean-Baptiste Audebert (Lage)       | PA00104863    | Classé         | 1967      | weitere Bilder |
| Kirche St-Louis               |                                                      | (Lage)                                  | PA00104864    | Inscrit        | 1987      | weitere Bilder |
| Kirche Notre Dame             |                                                      | (Lage)                                  | PA17000103    | Inscrit        | 2015      | weitere Bilder |
| Fontaine Colbert              | Brunnen, erbaut 1754                                 | Place Colbert (Lage)                    | PA00104865    | Inscrit        | 1925      | weitere Bilder |
| Arsenal                       |                                                      | Rue Jean-Baptiste Audebert (Lage)       | PA00104873    | Inscrit Classé | 1988 1989 | weitere Bilder |
| Bahnhof                       |                                                      | (Lage)                                  | PA00104866    | Inscrit        | 1984      | weitere Bilder |
| Marinekrankenhaus             | Erbaut in den 1780er Jahren                          | Cours d’Ablois (Lage)                   | PA00104867    | Inscrit        | 1965      | weitere Bilder |
| Hôtel de Cheusses             |                                                      | Place de la Galissonnière (Lage)        | PA00104868    | Classé         | 1932      | weitere Bilder |
| Hôtel de la Marine            |                                                      | Rue Pierre-Toufaire (Lage)              | PA17000104    | Inscrit        | 2015      |                |
| Freimaurerloge Accord Parfait |                                                      | 63, avenue La Fayette (Lage)            | PA17000100    | Classé         | 2014      |                |
| Kaufhaus                      |                                                      | Quai aux Vivres (Lage)                  | PA17000078    | Inscrit        | 2007      | weitere Bilder |
| Maison de Pierre Loti         |                                                      | 141, rue Pierre-Loti (Lage)             | PA00104869    | Classé         | 1990      | weitere Bilder |
| Schwebefähre Rochefort        |                                                      | (Lage)                                  | PA00104870    | Classé         | 1976      | weitere Bilder |
| Stadtbefestigung              | Mauerabschnitt an der ehemaligen Porte Martrou, 1676 | Rue Jean Jaurès (Lage)                  | PA00104871    | Inscrit        | 1930      |                |
| Stadttheater                  |                                                      | 101, rue de la République (Lage)        | PA00104872    | Inscrit        | 1969      | weitere Bilder |

## Liste der Objekte
- Monuments historiques (Objekte) in Rochefort (Charente-Maritime) in der Base Palissy des französischen Kultusministeriums